# Kiribati
Kiribati, plným názvem Republika Kiribati, je ostrovní stát v Tichém oceánu. Skládá se z 35 atolů, korálových ostrovů a útesů o celkové rozloze 811 km², které se rozprostírají v délce 4 000 km a zaujímají tak výhradní ekonomickou zónu o rozloze 3,5 milionů km². Ostrovy leží na obou stranách rovníku a 180. poledníku. Žije na nich něco přes 100 000 obyvatel. Vzhledem k velmi malé nadmořské výšce by stát v případě vzestupu mořské hladiny patřil k nejohroženějším na světě. S tím je ohrožena i přiléhající výlučná ekonomická zóna na mořské bohatství.
Představuje jediný stát světa ležící svým vlastním územím na všech čtyřech polokoulích (severní, jižní, západní, východní), při započtení závislých území však toto splňují také Spojené státy, Velká Británie, Francie a Norsko. 
Jde také o první zemi, kde se slaví Nový rok (jediný stát v pásmu UTC+14).

## Historie
Prvními obyvateli této země byli Mikronésané. Ti se zde usadili před třemi tisíci lety. Později sem připlouvali Polynésané z území dnešního Fidži, Samoy a Tongy. Zatímco na některých ostrovech vznikly předstátní útvary vedené náčelníky, obyvatelé jiných ostrovů jako je Tabiteuea byli egalitaristy a vládla u nich demokracie. V materiální kultuře jsou známé dlabané kanoe, ale také rybářské harpuny a válečné kyje či dýky ze dřeva a žraločích zubů. Zdrojem potravy byl tradičně zejména rybolov a pěstování kokosové palmy, na příhodných místech také tara a chlebovníku. Roku 1606 objevil ostrovy mořeplavec Pedro Fernandes de Queirós. V roce 1765 se zde vylodili britští mořeplavci. Na konci 18. století většinu atolů prozkoumal a zmapoval britský mořeplavec Thomas Gilbert, po němž hlavní skupinu ostrovů okolo roku 1820 ruský admirál Ivan Fjodorovič Kruzenštern (Иван Фёдорович Крузенштерн) a francouzský kapitán Louis Duperrey pojmenovali Gilbertovy ostrovy (Gilbert Islands). V roce 1857 se zde začalo šířit křesťanství. V roce 1892 vyhlásili Britové nad skupinou Kiribati protektorát, o devět let později obsadili ostrov Banaba. V roce 1916 se protektorát změnil v britskou korunní kolonii. Neobydlená skupina atolů Rawaki byla připojena v roce 1937 k území kolonie Britů. Za 2. světové války ostrovy okupovali Japonci. Okupace skončila v listopadu 1943 americkým vítězstvím v bitvě o Tarawu. Nezávislá republika byla vyhlášena 12. července 1979.

## Státní symboly

### Vlajka
Kiribatská vlajka má heraldický charakter – vychází ze státního znaku. Horní část vlajkového listu o poměru stran 1:2 je červená, dolní je rozdělená na šest vlnitých pruhů střídavě bílých a modrých, ze kterých vychází žluté slunce s devíti rovnými a osmi zvlněnými paprsky, nad ním letí žlutá fregatka.

### Znak
Kiribatský státní znak je tvořen červeným štítem se třemi stříbrnými a třemi modrými, zvlněnými břevny v dolní části, nad nimiž vychází zlaté slunce s devíti rovnými a osmi zvlněnými paprsky. Nad vycházejícím sluncem je (heraldicky) doprava letící zlatá fregatka, pod štítem zlatá, červeně podšitá stuha s mottem v kiribatštině: TE MAURI TE RAOI AO TE TABOMOA (česky Štěstí, mír a prosperita).

## Geografie
Kiribati se rozkládá v rovníkové části Tichého oceánu od západu na východ po obou stranách 180. poledníku a na sever a na jih od rovníku. Je to tedy jediná země na světě, která se nachází mezi všemi čtyřmi polokoulemi. Tuto malou republiku tvoří 35 atolů, korálových ostrovů a útesů.

### Skupiny ostrovů

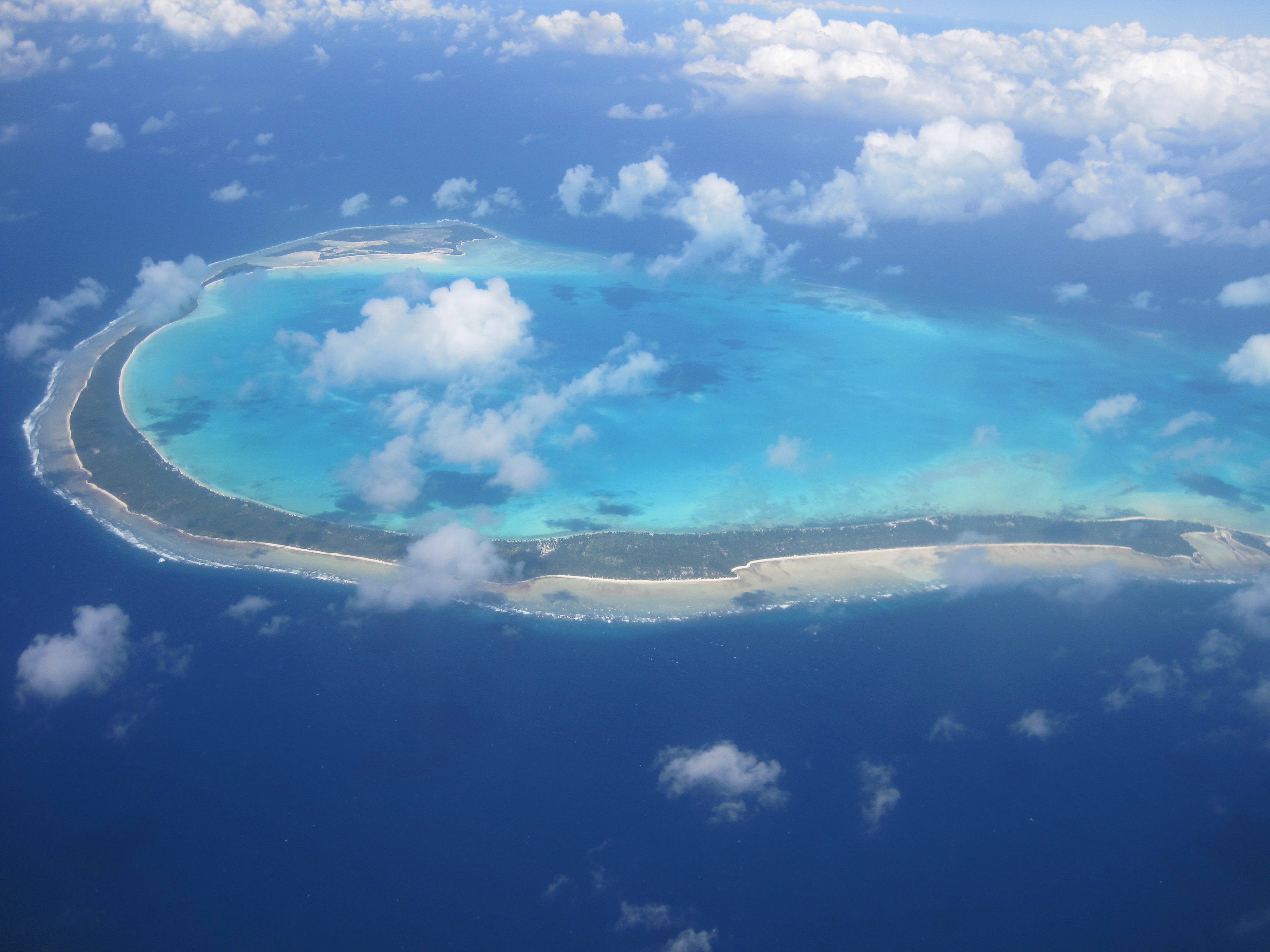
Atol Onotoa

Geograficky lze Kiribati rozdělit do čtyř skupin. Nejzápadnějším kiribatským územím je samostatný ostrov Banaba. Gilbertovy ostrovy (16 ostrovů) tvoří centrum státu, žije zde přibližně 90 % obyvatelstva. Dále na východ se nacházejí Phoenixské ostrovy (10 ostrovů), které jsou až na atol Kanton neobydleny a jsou součástí rozlehlé mořské chráněné oblasti, která figuruje na seznamu světového přírodního dědictví UNESCO. Nejvýchodněji se nalézají Liniové ostrovy (8 ostrovů) s největším atolem na světě – Kiritimati. Délka republiky Kiribati od západu na východ činí téměř 4000 km, celková rozloha přibližně 5 milionů km².
Banaba je izolovaný ostrov ležící mezi Nauru a Gilbertovými ostrovy. Jedná se o vyvýšený korálový ostrov. Banaba bývala bohatým zdrojem fosfátů. Ostatní části Kiribati jsou tvořeny skalními ostrůvky, korálovými útesy a písečnými plochami, které jsou vyvýšené jen pár metrů nad mořskou hladinou. Půda je převážně vápenitá, málo zadržuje vodu a má nízký obsah živin a organické hmoty. Banaba je jeden z nejméně vhodných států pro zemědělství na světě.
Gilbertovy ostrovy tvoří 16 atolů nacházejících se 1 500 km severně od Fidži. Phoenixské ostrovy tvoří 8 atolů a korálových ostrovů ležící zhruba 1 800 km jihovýchodně od Gilbertových ostrovů. Liniové ostrovy se skládají z 8 atolů a jednoho útesu. Toto území se nachází asi 3 300 km východně od Gilbertových ostrovů. Největším atolem v této části je Kiritimati. Kvůli vzestupu vodní hladiny zmizely v roce 1999 pod vodou dva neobydlené ostrovy, Tebua Tarawa a Abanuea, patřící ke Kiribati.
Vzhledem k velmi malé průměrné nadmořské výšce je existence Kiribati ohrožena stoupající hladinou světového oceánu, kterou mnozí vědci dávají do souvislosti s globálním oteplováním. Podle odhadů by tak mohl stát zaniknout někdy koncem 21. století. Ohrožení je natolik vážné a akutní, že vláda země požádala sousední Austrálii a Nový Zéland o přijetí obyvatel, jejichž domovy bude moře postupně zaplavovat.

## Podnebí
Kiribati je vystaveno stálým pasátům vanoucím od jihovýchodu až severovýchodu. Rozdíly mezi ročními úhrny srážek na jednotlivých ostrovech republiky jsou relativně velké. Na některých ostrůvcích spadne průměrně 700 mm, na skupině atolů Kiribati (Gilbertovy ostrovy) spadne okolo 3000 mm. V říjnu začíná období dešťů, které končí v dubnu.Od listopadu do března přináší západní vítr občasné vichřice a větrné smrště. Srážky se mezi ostrovy liší. Celoroční teplota je poměrně stálá, pohybuje se těsně pod 30 °C. Většina ostrovů leží v suchém pásu, rovníkové klimatické zóny. V těchto částech se setkáváme s dlouhotrvajícím obdobím sucha.

## Flora a fauna
Nevelkou plochu území zaujímají původní tropické lesy, tvoří jen 3 % celkové rozlohy země. Tyto lesy byly většinou nahrazeny kokosovými palmami důležitými pro místní zemědělství. Mnohem častější jsou různé slanomilné rostliny, již zmíněné kokosové palmy a fíkovníky. V mělkých vodách korálových útesů má svůj domov velké množství podmořských rostlin a živočichů.

## Hospodářství
Hospodářství Kiribatské republiky je velmi závislé na zemědělství. Pěstují se především kokosové palmy (vyváží se sušená dužina kokosových ořechů, tzv. kopra), fíkovníky, banánovníky, melouny, kolokázie a chlebovníky. Další důležitou součástí hospodářství je lov mořských živočichů. Loví se hlavně tuňáci a jiné ryby. Vzniklo i několik chovných farem korýšů, mlžů a chaluh.
Dobře rozvinutá jsou řemesla. Velká část obyvatel země se zabývá pletením rohoží, košíků, lan a sítí. Ručně se vyrábí také čluny a menší lodě. Na Kiribati totiž v podstatě neexistuje průmysl.
Dříve bylo na ostrovech dobýváno guáno, ale jeho zásoby byly vyčerpány přibližně v době, kdy Kiribati získalo nezávislost.

## Obyvatelstvo

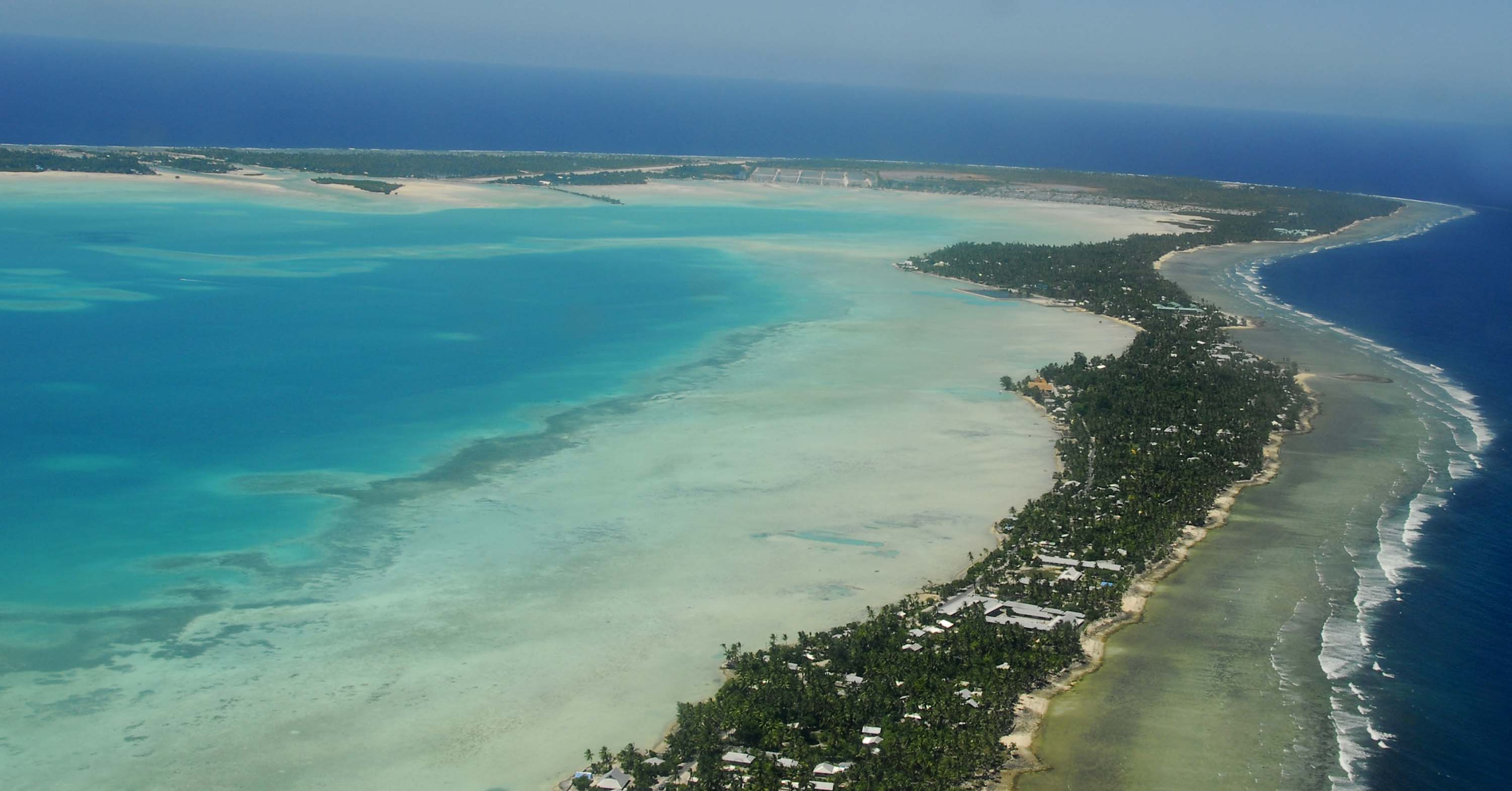
Hlavní město Jižní Tarawa na atolu Tarawa

Na Kiribati žije asi 110 000 obyvatel, většinu z nich tvoří Mikronésané, menší část Polynésané. Z toho největší část (přibližně 90%) žije na Gilbertových ostrovech. Pět z Liniových ostrovů (Maldenův ostrov, Starbuckův ostrov, Vostok a Flint) nejsou obydlené vůbec. Dále mezi neobydlené oblasti patří Phoenixské ostrovy, vyjma ostrova Kanton. Příbytky si lidé vytvářejí např. z kokosových palem. Kvůli častému suchu je omezována jejich zemědělská činnost. Proto mezi hlavní pracovní zdroje patří rybaření a práce na kokosových plantážích. V poslední době se velká část populace stěhuje do větších měst. Nárůst urbanizace zvýšil počet obyvatel v hlavním městě atolu Tarawa na 50 182 obyvatel. Střední délka života mužů je 58,7 roku, u žen 64,9 roku.

### Jazyk
Obyvatelé Kiribati využívají oceánské jazyky, konkrétně kiribatštinu. Ovšem úředním jazykem je angličtina. S angličtinou se však mnohdy, mimo hlavní město ostrova Tarawa, nesetkáme. Z větší části jsou pak oba jazyky smíšené. Obyvatelé Kiribati převzali mnoho slov od evropských osadníků.

### Náboženství
Hlavním náboženstvím je křesťanství, které zde zavedli misionáři v 19. století. Obyvatelstvo je převážně katolické (56%), ale podstatná část obyvatelstva se hlásí k protestantství (34%).

### Největší města
- Jižní Tarawa – 50 100 obyvatel (hlavní město)
- Taburao – 4 000 obyvatel
- Bonriki – 4 000 obyvatel
- Buariki – 3 000 obyvatel
- Temaraia – 3 000 obyvatel
- Butaritari – 3 000 obyvatel

## Vláda

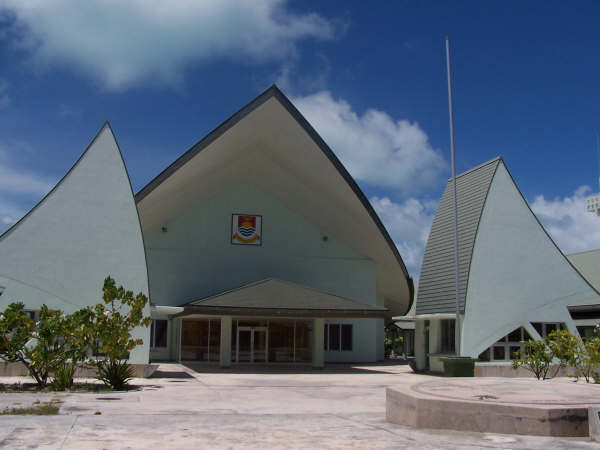
Budova parlamentu na Kiribati

Vláda se skládá z prezidenta, viceprezidenta a deseti prezidentem jmenovaných ministrů. Každý z obydlených ostrovů má pak svou vlastní radu.

### Administrativní dělení
Kiribati má celkem 21 obydlených ostrovů. Ty jsou seskupeny do tří ostrovních skupin s vlastní samosprávou. Těmito skupinami jsou
- Gilbertovy ostrovy,
- Phoenixské ostrovy, které jsou druhou největší chráněnou mořskou rezervací na světě,
- Liniové ostrovy.

Původní dělení zahrnovalo okresy: Banaba, Tarawa Atoll, severní Gilbertovy ostrovy, střední Gilbertovy ostrovy, jižní Gilbertovy ostrovy a Liniové ostrovy.

## Zajímavosti
- Název Kiribati se vyslovuje Kiribas, je odvozen z místní zkomoleniny původního anglického jména „Gilberts“. Domorodá řeč postrádá hlásku 's', tato se píše latinkou po vzoru francouzštiny, 'ti'.
- Angličtinou plynně hovoří asi 30 % populace, zato téměř všichni obyvatelé státu ovládají kiribatštinu
- Kiribati je členem Aliance malých ostrovních států

## Další fotografie

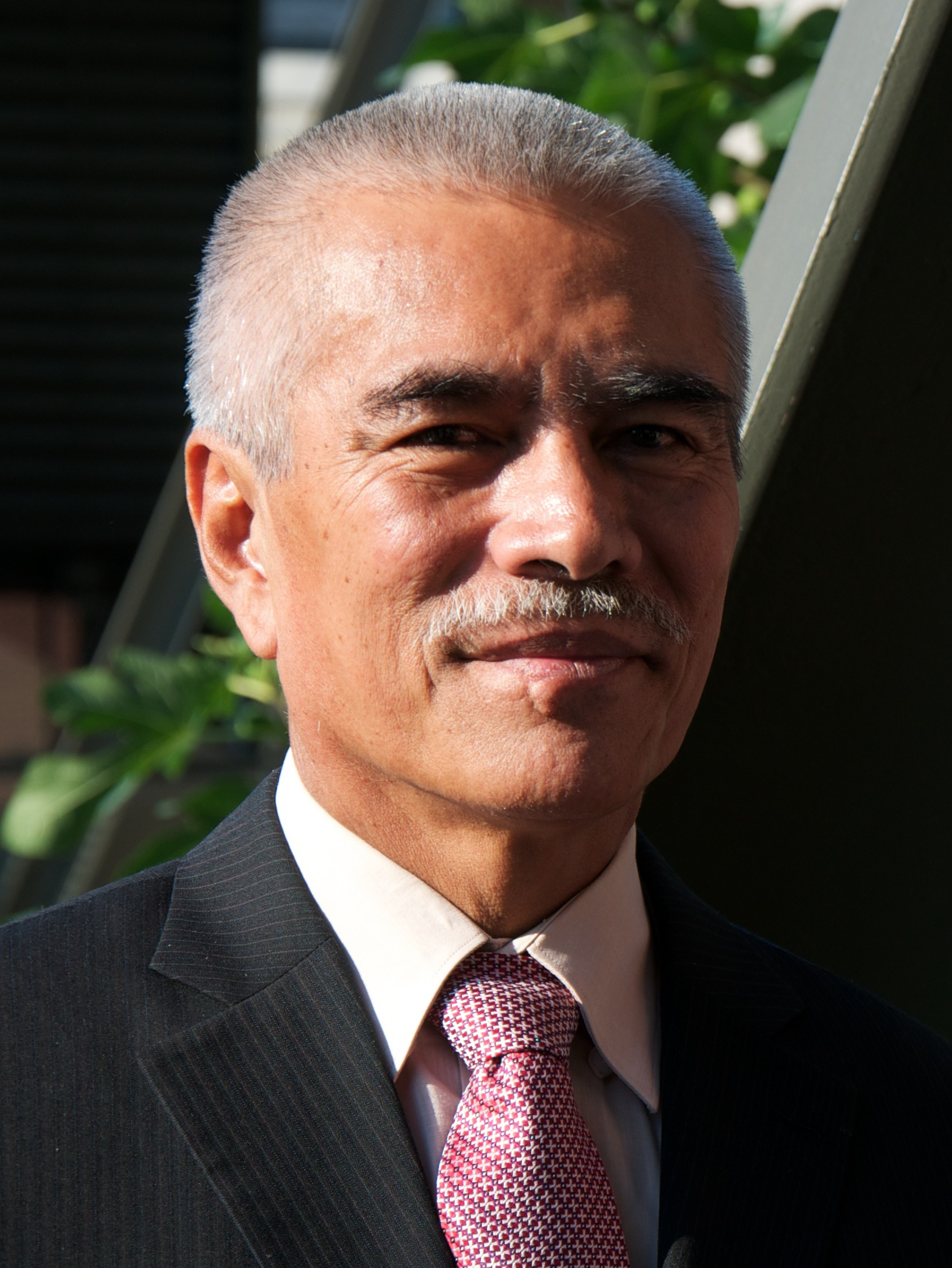
Bývalý dlouholetý president Anote Tong
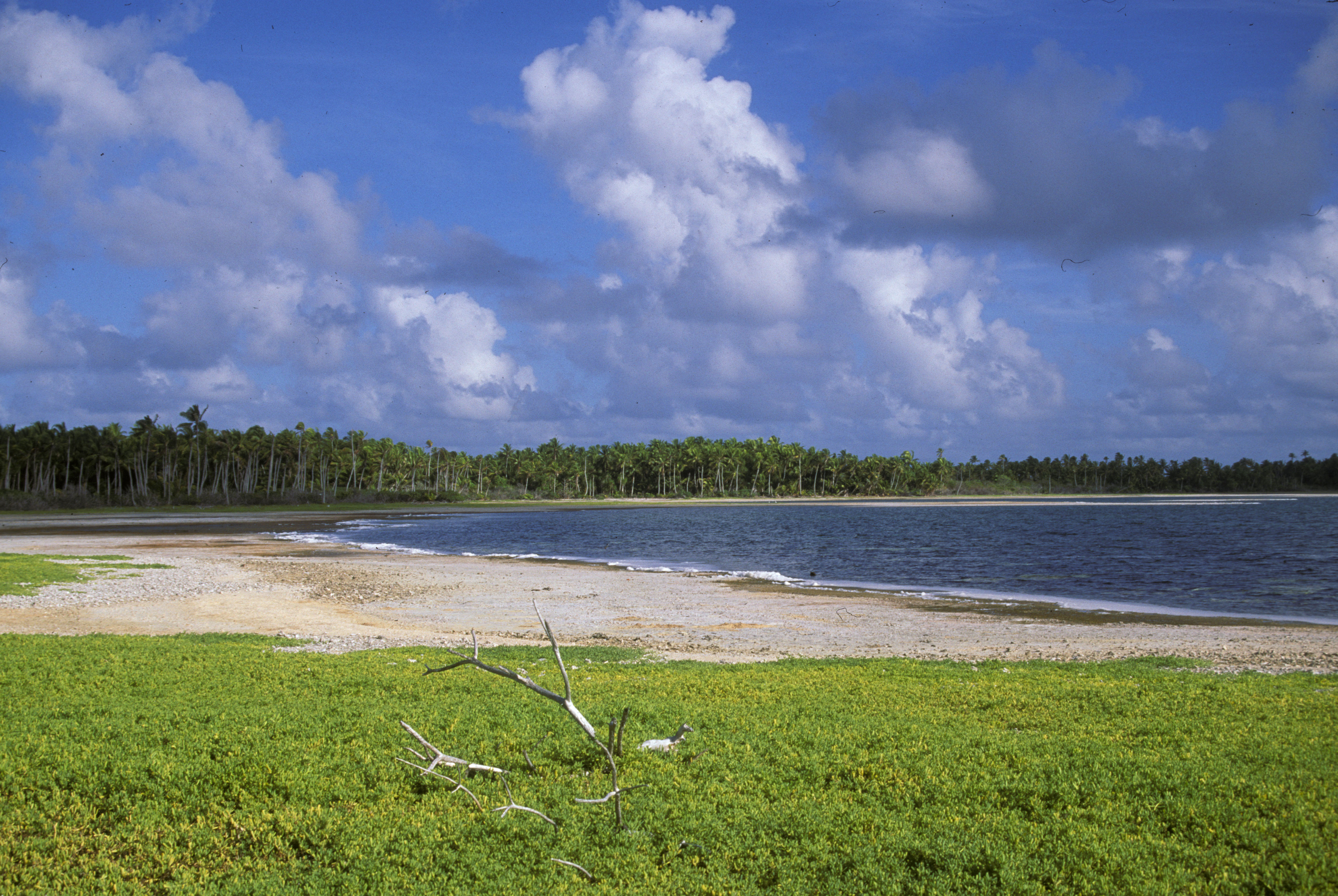
Laguna Manra
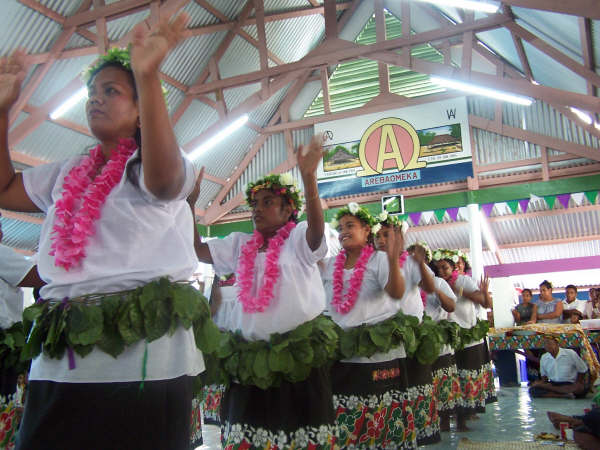
Interiér letiště Bonriki International Airport
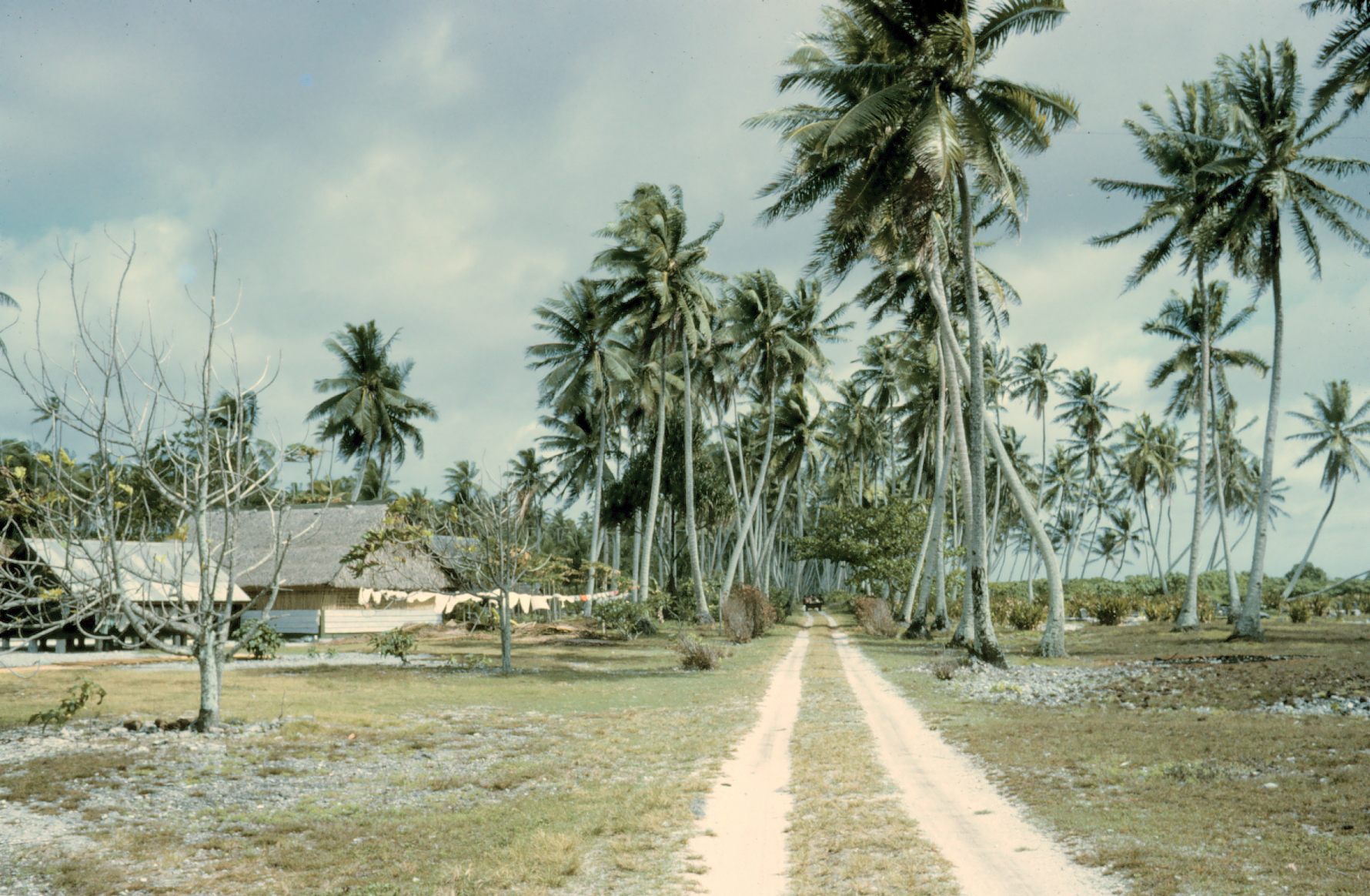
Typická silnice, ostrov Teraina